# Taben-Rodt

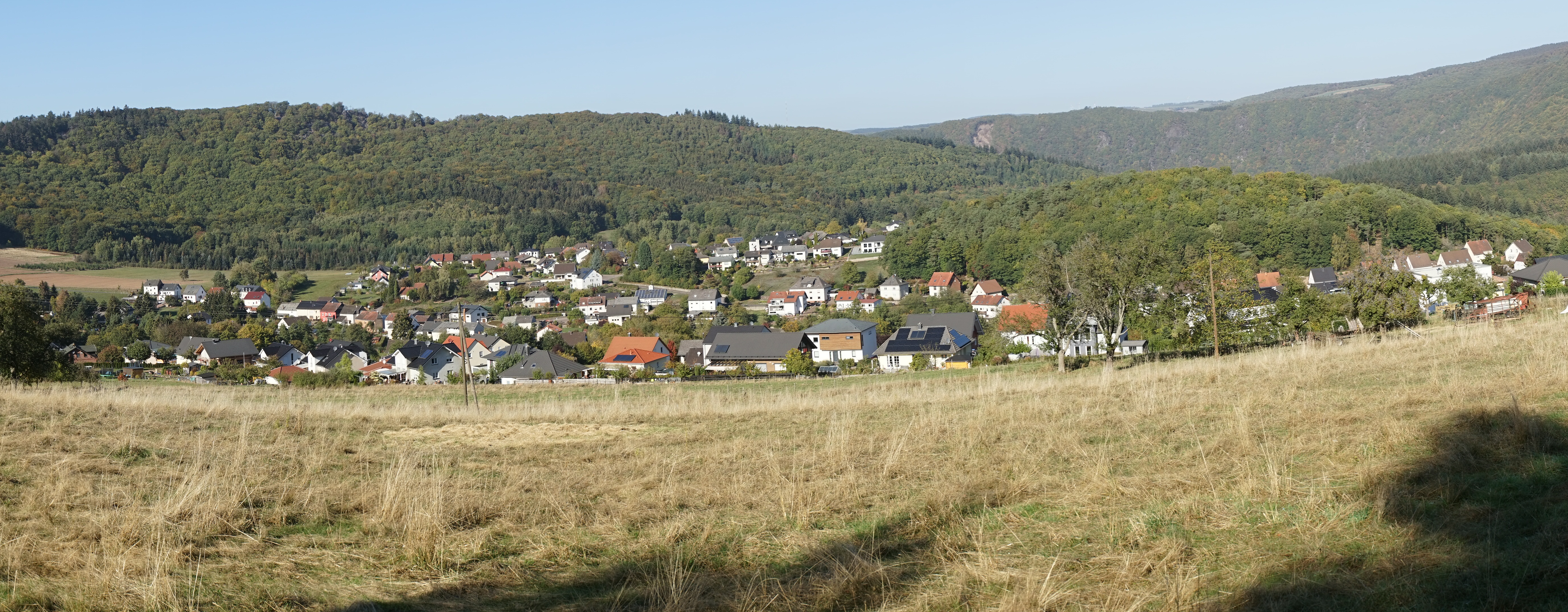
Taben-Rodt aus südlicher Richtung gesehen

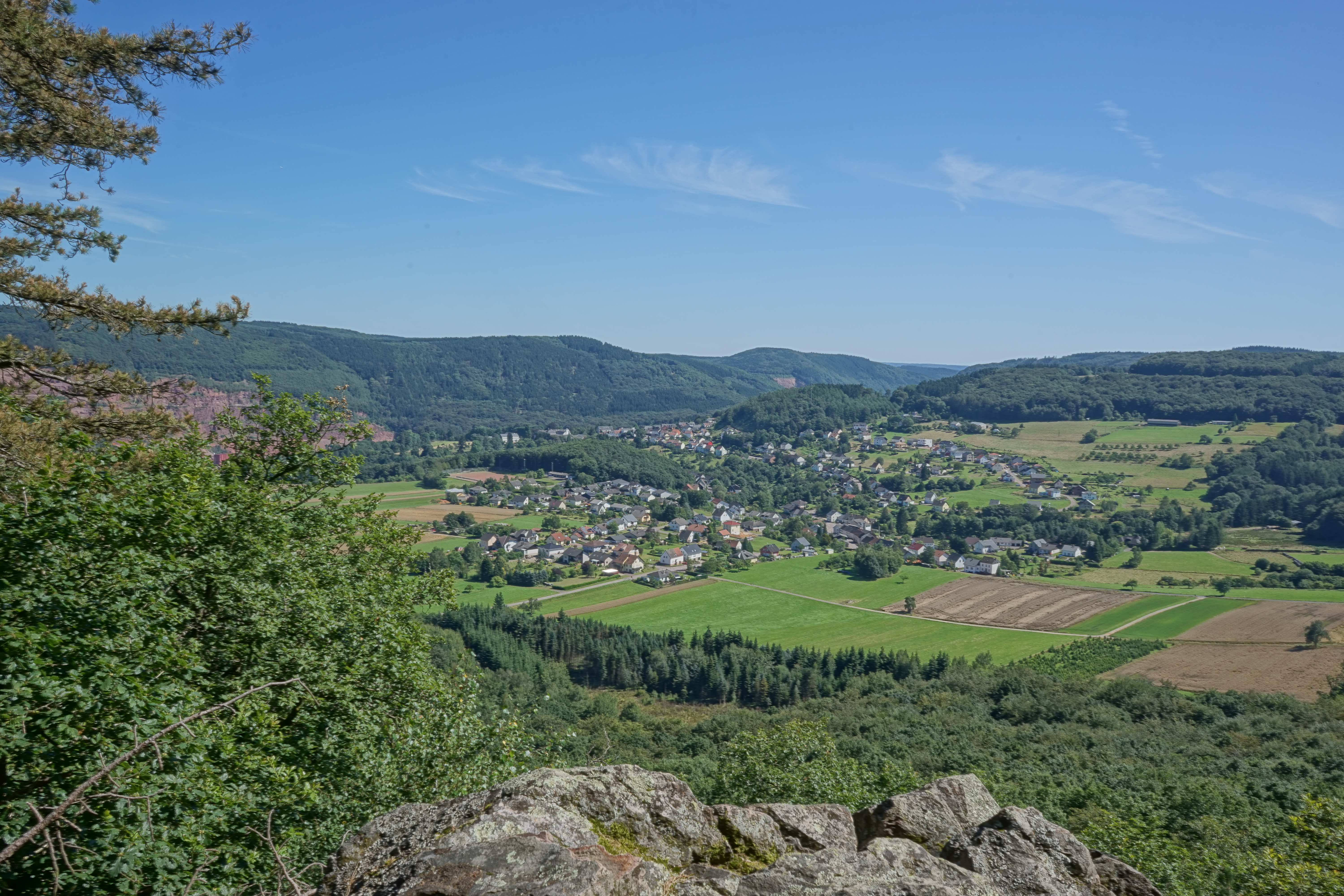
Blick aus nordwestlicher Richtung

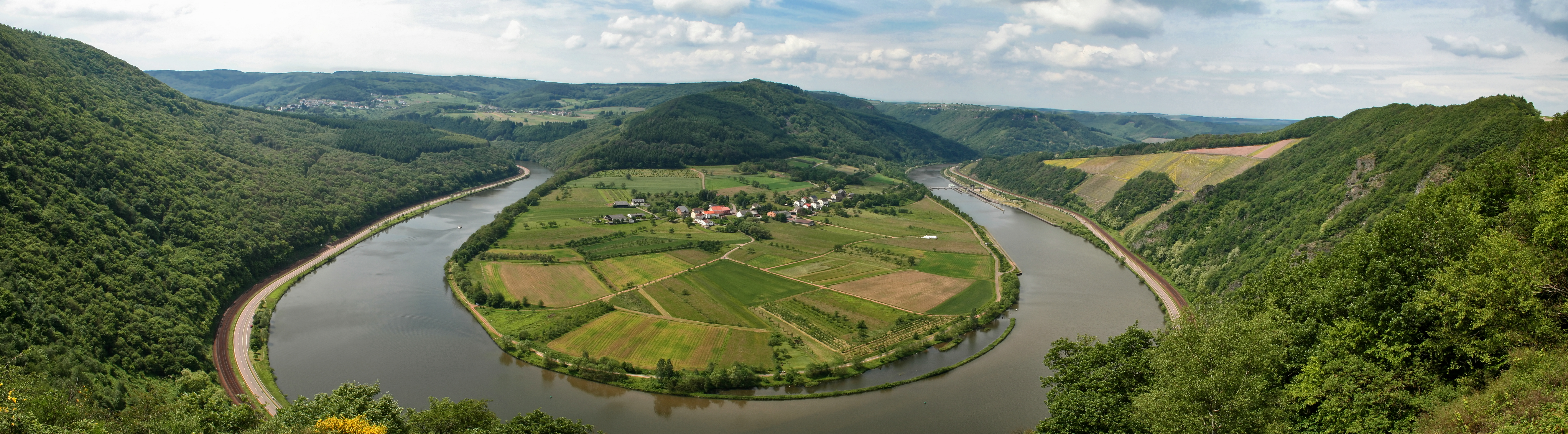
Blick auf die Kleine Saarschleife mit dem Ortsteil Hamm; hinter dem linken Bergrücken liegt Taben-Rodt, rechts Serrig

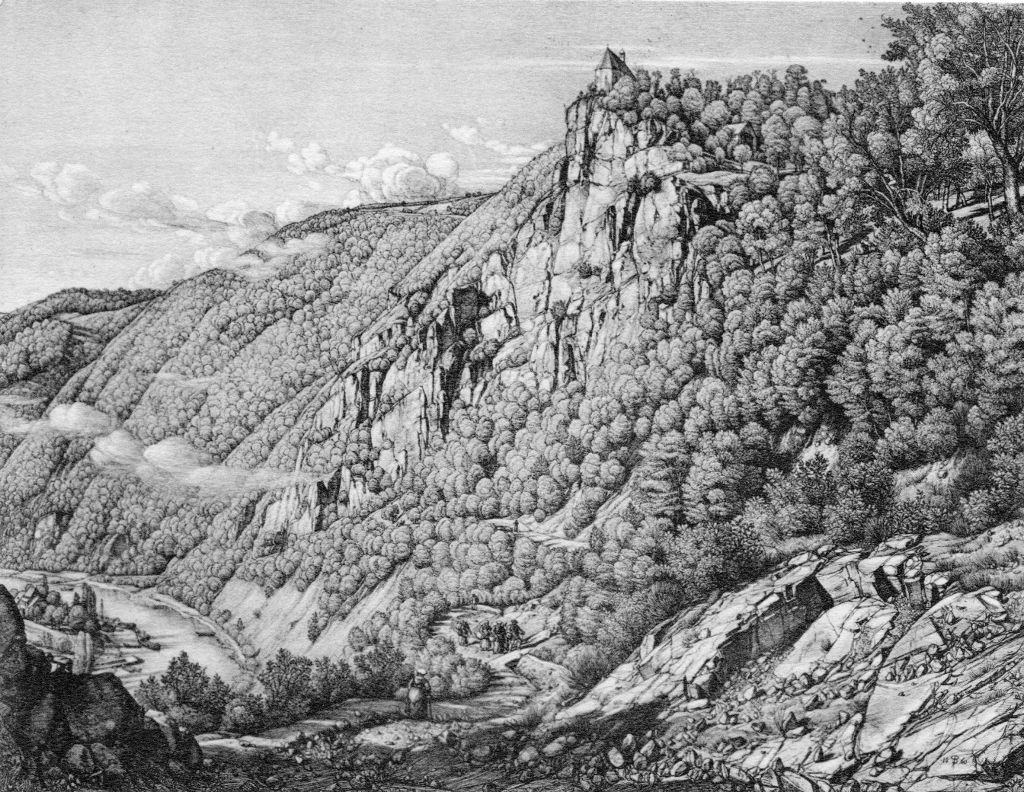
Die Michaelskapelle auf einer Radierung von Peter Becker (1857)

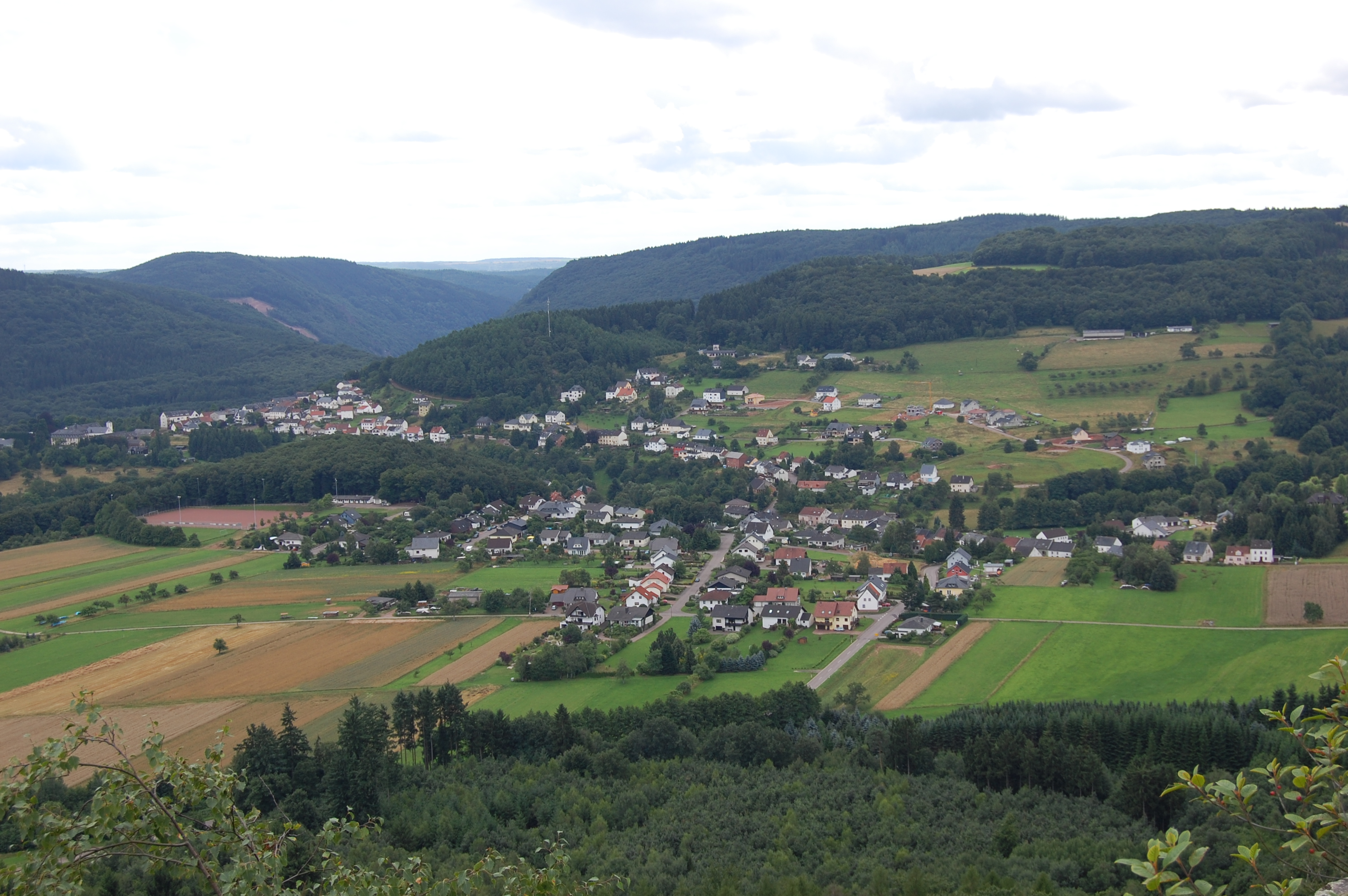
Taben-Rodt vom Aussichtspunkt „Auf Maunert“

Taben-Rodt ist eine Ortsgemeinde im Landkreis Trier-Saarburg in Rheinland-Pfalz. Sie gehört der Verbandsgemeinde Saarburg-Kell an.

## Geographie
Taben-Rodt liegt in der Kernzone „Saartal-Leukbachtal“ des Naturparks Saar-Hunsrück. Im Süden grenzt die Gemeinde an das Saarland.
Die Ortsgemeinde besteht aus den Ortsteilen Hamm, der auch als Ortsbezirk festgelegt ist, und Taben-Rodt. Zum Ortsteil Taben-Rodt gehören auch die Wohnplätze Forstgut Hundscheid, Heidberg, Käsgewann, Lohmühle und Saarhausen.
Bei Hamm befindet sich die sogenannte Kleine Saarschleife (im Gegensatz zur bekannteren [Großen] Saarschleife [bei Mettlach]).
Nachbarorte von Taben-Rodt sind die Ortsgemeinden Freudenburg im Westen, Kastel-Staadt im Nordwesten und Serrig im Norden, sowie die bereits zum Saarland gehörende Gemeinde Mettlach im Süden.

## Geschichte
Als Wahrzeichen des Ortes gilt die im 15. Jahrhundert errichtete Michaelskapelle, die auf steilem Felsen hoch über der Saar einen Blick auf das enge Saartal ermöglicht. Die erste urkundliche Erwähnung Tabens findet sich im Testament des Diakons Adalgisel Grimo aus dem Jahre 634. Dieses Dokument ist die älteste Urkunde des frühen Mittelalters, deren Inhalt die Rheinlande berührt. Damit gehört Taben-Rodt zu den ältesten Orten der Region.
Eine Schenkung des Frankenkönigs Pippin aus dem Jahre 768 bringt Taben-Rodt in den Besitz des Trierer Klosters St. Maximin.
Die dortigen Mönche erbauten an der Saar eine „Propstey“, deren Bedeutung sich weit über Taben-Rodt hinaus erstreckte und den Ort über Jahrhunderte zum religiösen Mittelpunkt der unteren Saar werden ließ. Die Gebäude der heutigen Propstey stammen zum größten Teil aus der ersten Hälfte des 18. Jahrhunderts und dienen heute dem Pallottinerorden als Internat mit Grund- und Hauptschule und einer Jugendhilfeeinrichtung.
Im Jahre 769 soll ein großer Teil der Gebeine des heiligen Quiriakus nach Taben verbracht worden sein. Darauf geht die jahrhundertelange Tradition der örtlichen Quiriakusverehrung zurück, die durch eine jährliche Wallfahrt (Kirmes) begangen wird.
Die Kirche „Quiriacum ad Attavanum“ (St. Quiriacus in Taben) wurde erstmals im Testament der lothringischen Gräfin Erkanfrida im Jahre 853 erwähnt, in dem sie der Kirche eine Geldschenkung vermachte. Während der Amtszeit von Bischof Milo verfiel die Kirche. Im Jahre 1056 begann der Wiederaufbau unter Abt Theodorikus von St. Maximin, auch durch Unterstützung von Kaiser Heinrich III. Erzbischof Udo (1066–1078) weihte das neue Gotteshauses ein. Bei dieser Feier wird erstmals das Patrozinium des hl. Auctor in Taben erwähnt und seitdem trägt die Kirche den heutigen Namen „St. Quiriacus und Auctor“.
Im 19. Jahrhundert wanderten über 100 Einwohner von Taben, Rodt und Hamm nach Nordamerika aus und wurden überwiegend in Iowa sesshaft.
Am 20. Juli 1946 wurde Taben-Rodt gemeinsam mit weiteren 80 Gemeinden der Landkreise Trier und Saarburg dem am 16. Februar 1946 von der übrigen französischen Besatzungszone abgetrennten Saarland, das zu der Zeit nicht mehr dem Alliierten Kontrollrat unterstand, angegliedert. Am 8. Juni 1947 wurde diese französische Gebietserweiterung bis auf 21 Gemeinden wieder zurückgenommen, damit kam Taben-Rodt an das 1946 neu gebildete Land Rheinland-Pfalz.
Am 17. März 1974 wurde die bis dahin selbständige Gemeinde Hamm (bei Taben) mit damals 50 Einwohnern in die Gemeinde Taben-Rodt eingemeindet.
Statistik zur Einwohnerentwicklung
Die Entwicklung der Einwohnerzahl von Taben-Rodt bezogen auf das heutige Gemeindegebiet, die Werte von 1871 bis 1987 beruhen auf Volkszählungen:
| Jahr | Einwohner |
| ---- | --------- |
| 1815 | 420       |
| 1835 | 516       |
| 1871 | 580       |
| 1905 | 715       |
| 1939 | 802       |
| 1950 | 752       |

| Jahr | Einwohner |
| ---- | --------- |
| 1961 | 1.066     |
| 1970 | 1.070     |
| 1987 | 919       |
| 2005 | 870       |
| 2011 | 794       |
| 2017 | 786       |

## Politik

### Gemeinderat
Der Ortsgemeinderat in Taben-Rodt besteht aus zwölf Ratsmitgliedern, die bei der Kommunalwahl am 9. Juni 2024 in einer personalisierten Verhältniswahl gewählt wurden, und dem ehrenamtlichen Ortsbürgermeister als Vorsitzendem.
Die Sitzverteilung im Ortsgemeinderat:
| Wahl | WGW a             | WGM b             | WGB c             | Gesamt   |
| ---- | ----------------- | ----------------- | ----------------- | -------- |
| 2024 | 8                 | 4                 | –                 | 12 Sitze |
| 2019 | 8                 | –                 | 4                 | 12 Sitze |
| 2014 | per Mehrheitswahl | per Mehrheitswahl | per Mehrheitswahl | 12 Sitze |

### Ortsbürgermeister
Hans-Joachim Wallrich wurde bei der Direktwahl am 26. Mai 2019 mit einem Stimmenanteil von 65,62 % und am 9. Juni 2024 als einziger Bewerber mit 74,4 % jeweils für weitere fünf Jahre in seinem Amt bestätigt.
Amtsträger seit 2001
- Nikolaus Neuses, Ortsbürgermeister von 2001 bis 2015
- Hans-Joachim Wallrich, Erster Beigeordneter, führte von 2016 bis Januar 2017 die Amtsgeschäfte
- Hans-Joachim Wallrich, Ortsbürgermeister seit 2017

### Wappen
| Wappen von Taben-Rodt | Blasonierung: „Grüner Schildfuß unter silbernen Wellenbalken, Schildhaupt in der Mitte gespalten, im rechten Schildteil in Gold eine rote Kapelle in Frontalansicht mit goldener Tür und rotem Fenster, im linken Schildteil in Blau sich kreuzend goldener Abtsstab und silbernes Schwert, belegt mit schwarzem Doppelkopfadler.“ |
| Wappen von Taben-Rodt | Wappenbegründung: Der silberne Wellenbalken symbolisiert den Fluss Saar, die Kapelle das Wahrzeichen der Gemeinde, die Michaelskapelle, der Doppelkopfadler mit gekreuzten Abtsstab und Schwert weist auf die ehemalige Zugehörigkeit zur Trierer Abtei St. Maximin hin.                                                           |

## Verkehr

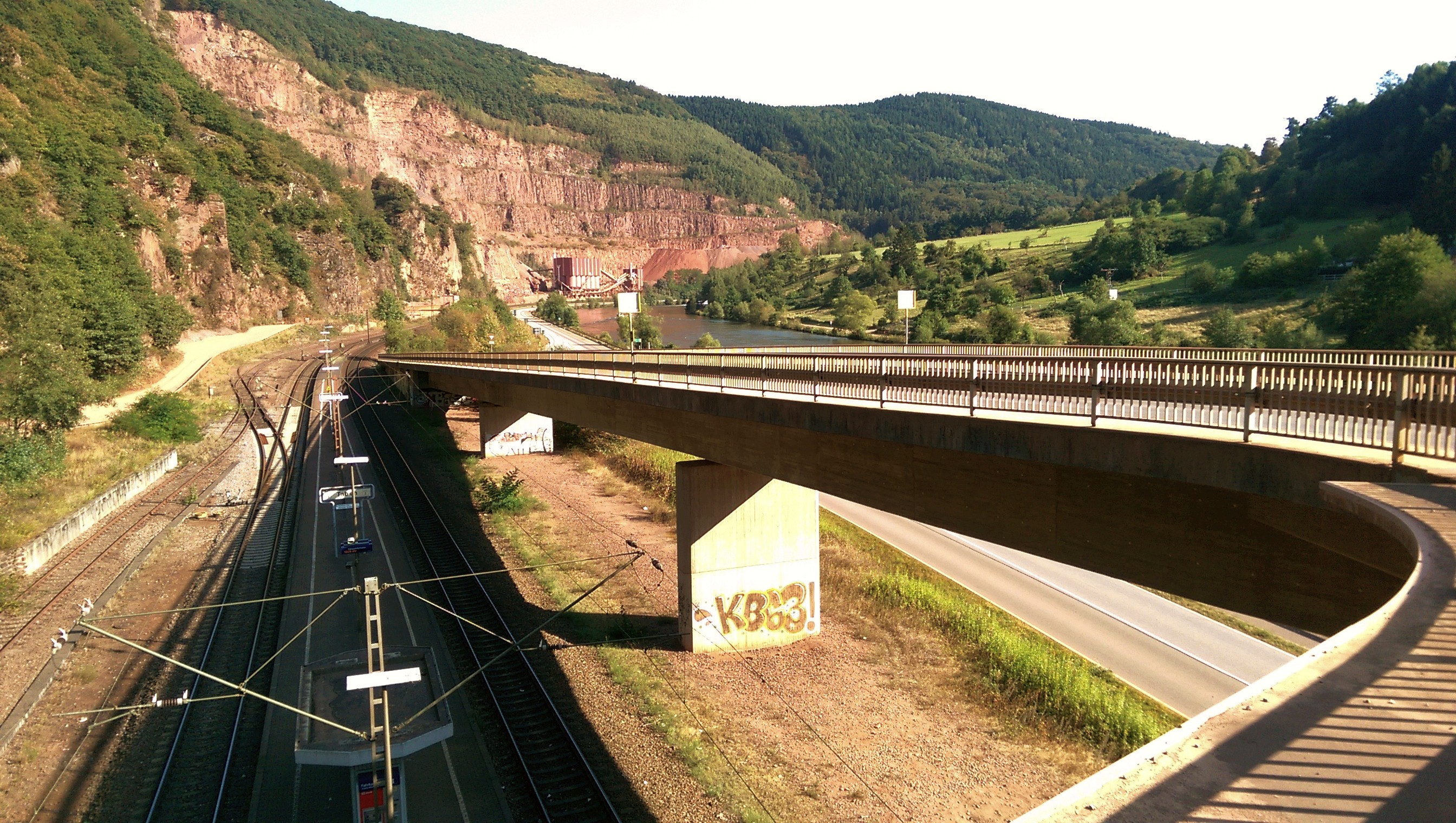
Bahnhof Taben

Taben-Rodt liegt an der Landesstraße 133, die eine Anbindung an die hier auf der rechten Saarseite verlaufenden Bundesstraße 51 Mettlach – Trier schafft.
Der Ort Taben-Rodt ist mit dem Bahn-Haltepunkt „Taben“ an die Saarstrecke angebunden. Dieser Haltepunkt ist Ausgangspunkt für Wanderungen im Saartal.